# Mary Van Kleeck
Mary Abby Van Kleeck (Glenham (New York), 26 juni 1883 - (Kingston (New York), 8 juni 1972) was een Amerikaanse sociale wetenschapster en hervormster. Zij was, met haar onderzoeken en voorstellen tot verbeteringen van arbeidsomstandigheden, een invloedrijke persoon binnen de Amerikaanse arbeidersbeweging in de eerste helft van de twintigste eeuw. 